# حاجی عباس شیرزهی
حاجی عباس شیرزهی، روستایی از توابع بخش مرکزی شهرستان زهک در استان سیستان و بلوچستان ایران است.

## جمعیت
این روستا در دهستان زهک قرار دارد و براساس سرشماری مرکز آمار ایران در سال ۱۳۹۵، جمعیت آن ۱۰۶ نفر (۲۶ خانوار) بوده‌است.